# Kijasovo
Kijasovo (in russo Киясово?; in lingua udmurta: Кияса) è un villaggio che si trova nella Repubblica Autonoma dell'Udmurtia, in Russia. È il centro amministrativo del distretto Kijasovskij.
L'insediamento è situato 65 km a sud di Iževsk.